# Povestea unui rechin
Povestea unui rechin (titlu original: Shark Tale) este un film de comedie american animat pe calculator din anul 2004, fiind produs de DreamWorks Animation și distribuit de DreamWorks Pictures. A fost regizat de Vicky Jenson, Bibo Bergeron și Rob Letterman, și produs de Bill Damaschke, Janet Healy și Allison Lyon Segan și are rolul vocilor lui Will Smith, Robert De Niro, Renée Zellweger, Angelina Jolie, Jack Black, și Martin Scorsese.